# Пируэт
Пируэ́т (фр. pirouette, итал. piroetta от гл. Piroettare — крутиться вокруг собственной оси), или же тур (фр. tour, англ. turn), — термин классического танца, обозначающий поворот, оборот вокруг себя. Различают однократный, двукратный (double pirouette, double tour), а также многократные повороты, осуществляемые с помощью различных приёмов, придающих телу вращательное движение как на земле (à terre), так и в воздухе, в прыжке (en l'air).
Хорошее и стабильное вращение — одно из основных качеств, необходимых артисту балета.

## Применение термина
В отличие от французской балетной школы, где термины итальянского происхождения используется произвольно наравне с родной речью, в русской и английской терминологии итальянское «пируэт» и французское «тур» разделяются. Как правило, под пируэтом здесь подразумевается лишь вращение на полупальцах или пальцах одной ноги в направлении en dehors либо en dedans, в то время как другая, согнутая в колене, находится в одном из положений sur le cou-de-pied у середины икры (так называемые малые пируэты) или же в положении passé, у колена. В то же время повороты на двух ногах в V позиции (soutenu, chaînés), также как пируэты в больших позах с ногой, поднятой на любую высоту в каком-либо направлении (grande pirouette / grand tour) и последовательные пируэты, выполняемые на одной ноге на месте либо с продвижением вперёд по диагонали или по кругу — вне зависимости от положения другой ноги — определяются как туры. Воздушные туры (tours en l'air) — прыжки, выполняемые с одним и более полным поворотом тела в воздухе.

## Направление вращения
В большинстве своём вращения выполняются в направлениях как en dedans (внутрь), так и en dehors (наружу). Вращения en dedans делаются в сторону опорной ноги (т.е. на левой ноге влево, либо на правой ноге вправо), вращения en dehors — в сторону, противоположную опорной (т.е. на левой ноге вправо, либо на правой ноге влево). В некоторых движениях направление не задаётся: например, tour soutenu с переменой ног в V позиции можно исполнить только в сторону стоящей сзади ноги, тогда как tours chaînés выполняются последовательно по половине поворота (т. е. по 180°) сначала en dedans, затем en dehors.

## Координация
Движению помогает активное движение рук, задающих форс вращению — так называемый «подхват». Также важна работа головы: благодаря её отстающему, а затем опережающему движение тела повороту, взгляд как можно дольше фиксируется на произвольно выбранной точке перед собой.
В 2013 году неврологи провели исследование, показавшее, как адаптируется мозг танцовщиков к вращению: чем более натренирован человек, тем сильнее подавляется сигнал, ведущий от внутреннего уха к мозгу, что ведёт к уменьшению развития головокружения.

## Количество туров
Кроме полных оборотов на 360°, могут быть и половинные (полпируэта, полтора, 2 ½ тура и т.д.), ровно как и другие варианты. При этом неполные пируэты считаются не в градусах, а по восьми точкам балетного зала.

### В мужском танце
Среди танцовщиков, известных блеском своих многочисленных пируэтов — артисты Большого театра Владимир Васильев, Михаил Лавровский, Александр Годунов. Михаил Барышников демонстрировал количество пируэтов на спор в фильме «Белые ночи» (1985). Примерно до 1960-х годов вращения выполнялись на низких или средних (т.е. невысоких) полупальцах. Считается, что стандарт выполнения пируэтов на высоких полупальцах задал танцовщик Рудольф Нуреев.

### В женском танце
В старой французской школе женщины выполняли пируэты и другие вращения на полупальцах, практически не поднимаясь на пуанты — этот старинный штрих сохранился до нашего времени в Королевском балете Дании, в балетах из наследия Августа Бурнонвиля.
Виртуозную технику пируэтов развивали итальянцы. Согласно критику Bäuerles Theaterzeitung уже в июле 1831 года Фанни Эльслер, прошедшая итальянскую школу, исполняла в балете «Синяя борода» по два пируэта на пальцах: «Её двойные пируэты на пуантах, её необычайная сила и выносливость, её прелесть, лёгкость и точность оказались частями одного неделимого целого».  
Согласно заметке Шарля Мориса в Le courrier des spectacles от 24 июня 1846 года, в Париже первой из балерин три пируэта продемонстрировала итальянка София Фуоко: «называют три её поворота, которые покамест не удавались никому; секретом обладает одна м-ль Фуоко». Так как балерина одновременно поразила парижан своей пальцевой техникой, не исключено, что и пируэты она также делала на пальцах.
На петербургскую сцену технику исполнения пируэтов на пальцах, ровно как и развитую пальцевую технику вообще, также приносили итальянки. «Двойные туры на пуантах теперь уже не редкость» — писал в 1893 году балетный критик Николай Безобразов в «Петербургской газете» по поводу премьеры балета Энрико Чекетти и Льва Иванова «Золушка». Однако дебютантка Пьерина Леньяни всё же смогла изумить рублику своим вращением: «…того, что делает и как делает эта итальянская балерина, — мы ещё не видали. Г-жа Леньяни, стоя на пуанте, делает три раза по одному туру и затем два тура, повторяя это четыре раза... В последнем акте Леньяни положительно превзошла себя», исполнив ни больше, ни меньше, как 28 фуэте «и всё это —  не сдвинувшись с места ни на один сантиметр»:460.
В наше время женщины обычно делают 2, реже 3 пируэта на пальцах. Своей устойчивостью на пуантах и большим количеством туров — до 7-8 оборотов — известны балерины Кэтрин Хили, Джойс Куоко и Софиан Сильве.

## Изучение
В России пируэт начинают изучать в 3-м классе балетной школы — сначала со II позиции, затем с IV и V. Годом ранее отрабатывается préparation de pirouette — вскок на полупальцы без выполнения поворота. Согласно исследованиям современных физиотерапевтов, это довольно поздно, так как вестибулярный аппарат у ребёнка к 13 годам уже практически сформирован — в результате,  вращение представляет бо́льшую сложность для учащихся.

## В спорте
Термин также используется в чирлидинге, спортивной гимнастике, акробатике и батутном спорте, фигурном катании и конькобежном спорте. В конном спорте, где терминология устанавливалась практически одновременно с балетом, пируэт — поворот лошади вокруг задних конечностей.
Также пируэт — пилотажный манёвр, в котором летательный аппарат вращается вокруг продольной оси в вертикальном взлёте.